# Туранские религии
Туранские религии (другое название скифо-сарматская религия, религия саков) — религиозные и мифологические воззрения, распространённые среди скотоводческих иранских племён (скифов, сарматов, саков) от Гиндукуша до Причерноморья в эпоху раннего железа. Религиозные представления туранцев восходят к маздаизму, но у туранцев Ахура Мазда почитается не как верховный бог, а как один из множества других божеств общего древнеиранского пантеона.

## Религиозные воззрения скифов
Наиболее ценные сведения о скифских божествах и обрядах сообщает Геродот. Скифскую религию времён Геродота можно характеризовать как племенную с тенденцией к созданию национально-государственной религии. Выделился общескифский пантеон высших богов, возглавляемый триадой Табити — Папай — Апи. По словам Геродота, скифы более всего почитали Табити (Гестию) — богиню домашнего очага и огня. Это почитание огня как священной стихии, свойственное всем индоевропейским и в особенности индоиранским народам.

## Религиозные воззрения сарматов и алан
Предположительно пантеон сарматов насчитывал семь божеств, так как культ семи богов засвидетельствован у аланов. Почитание семи богов в архаичном виде встречается и в Авесте. Нимфодор Сиракузский (III в. до н. э.) писал о том, что «савроматы (сарматы) почитали огонь».

## Религиозные воззрения саков и массагетов
Саки в Авесте названы туранцами. Согласно Авесте уже среди туранцев имелись последователи Заратуштры (род Фрианы). Это же подтверждает присутствие в Авесте легендарных героев Хаошанга и Тахма-Урупа, известных в скифо-сакском эпосе.
Древнегреческий историк Геродот, упоминая об одном из сакских племён — массагетах, пишет, что они почитали солнце.
В хотано-сакском языке «солнце» называется urmay-sde (сакское отражение древнеиранского Ахура Мазда/Ahura-Mazdāh).